# Fábio Silva (labdarúgó, 2002)
Fábio Daniel Soares Silva (Gondomar, 2002. július 19. –) portugál utánpótlás válogatott labdarúgó, a Las Palmas játékosa kölcsönben a Wolverhampton Wanderers csapatától. A Porto történetének legfiatalabb élvonalbeli debütálója, kezdőjátékosa és gólszerzője is.

## Pályafutása

### Klubcsapatokban
Gondomarban, Porto kerületében született és az FC Porto akadémiáján kezdte labdarúgó karrierjét 2010-ben, majd 5 évvel később a rivális Benfica játékosa lett. 2017-ben visszatért előző klubjához és 2019-ben Sérgio Conceição hívta meg az első csapat keretébe elsőnek.
2019. augusztus 10-én mutatkozott be az első csapatban a Gil Vicente klubja ellen 2–1-re elvesztett élvonalbeli bajnoki mérkőzésen a 79. percben Otávio cseréjeként. Ezen a mérkőzésen 17 évesen és 22 naposan lépett pályára, amivel ő lett a legfiatalabb debütálója a klubnak, Bruno Gama rekordját megdöntve. Szeptember 19-én az Európa-ligában is debütált, a svájci Young Boys csapata ellen nemzetközi mérkőzésen a klub legfiatalabb pályára lépője lett, ebben Rúben Nevest előzte meg. Hat nappal később minden sorozatot figyelembe véve a legfiatalabb kezdőjátékossá vált a Santa Clara elleni portugál ligakupa találkozón, ezt a címet addig Serafim Pereira birtokolta. Október 19-én a portugál kupában az SC Coimbrões ellen 5–0-ra megnyert mérkőzésen megszerezte a Porto színeiben az első gólját, ezzel a találatával Rúben Neves legfiatalabb gólszerzője címet adta át a múltnak a klub történelmében. Nyolc nappal később az előbb említett játékos rekordját döntötte meg a bajnokságban az FC Famalicão csapata ellen. November 10-én kezdőként lépett pályára a Boavista FC együttese ellen 1–0-ra megnyert mérkőzésen, a bajnokságban a legfiatalabb kezdőként pályára lépő labdarúgó lett. Ugyanebben a hónapban 2022 nyaráig szóló megállapodást kapott klubjától, ami 125 millió eurós kivásárlási záradékot tartalmaz, ezzel megdőlt João Félix rekordja.
2020. szeptember 5-én 5 éves szerződést kötött az angol Wolverhampton Wanderers csapatával. A klub történetének legdrágább labdarúgója lett, miután 35 millió fontot fizetett a Wolverhampton a Porto együttesének. 2022. július 19-én meghosszabbította a szerződését a Wolverhamptonnnal és egy szezonra kölcsönbe került a belga Anderlecht csapatához. 2023. január 25-én felbontották a kölcsönszerződést és a szezon végéig kölcsönbe került a holland PSV Eindhoven csapatához.
2024. január 1-jén a 2023–24-es szezon végéig kölcsönbe került a skót Rangers csapatához. Másnap a Kilmarnock ellen csereként debütált. Február 3-án megszerezte első gólját a Livingston elleni 3–0-ra megnyert bajnoki mérkőzésen. 2024. augusztus 30-án a 2024–25-ös szezonra kölcsönbe került a spanyol Las Palmas csapatához.

### A válogatottban
Részt vett a 2018-as és a 2019-es U17-es labdarúgó-Európa-bajnokságon, utóbbi tornán az Izland elleni csoportmérkőzésen gólt szerzett. 2019. október 11-én mesterhármast szerzett az U19-es válogatottban az Olaszország elleni barátságos mérkőzésen.

## Statisztika
- 2020. szeptember 5-i állapotnak megfelelően.

| Klub                    | Szezon   | Bajnokság      | Bajnokság | Bajnokság | Kupa  | Kupa  | Ligakupa | Ligakupa | Nemzetközi | Nemzetközi | Összesen | Összesen |
| Klub                    | Szezon   | Bajnokság      | Mérk.     | Gólok     | Mérk. | Gólok | Mérk.    | Gólok    | Mérk.      | Gólok      | Mérk.    | Gólok    |
| ----------------------- | -------- | -------------- | --------- | --------- | ----- | ----- | -------- | -------- | ---------- | ---------- | -------- | -------- |
| Porto                   | 2019–20  | Liga NOS       | 12        | 1         | 3     | 2     | 3        | 0        | 3          | 0          | 21       | 3        |
| Wolverhampton Wanderers | 2020–21  | Premier League | 0         | 0         | 0     | 0     | 0        | 0        | 0          | 0          | 0        | 0        |
| Összesen                | Összesen | Összesen       | 12        | 1         | 3     | 2     | 3        | 0        | 3          | 0          | 21       | 3        |

## Család
Édesapja a kétszeres portugál válogatott Jorge Silva, testvére Jorge az olasz SS Lazio labdarúgója volt.

## Sikerei, díjai
- Porto U19
  - UEFA Ifjúsági Liga: 2018–19

- Porto
  - Portugál bajnok: 2019–20
  - Portugál kupa: 2019–20

- PSV Eindhoven
  - Holland kupa: 2022–23